# Монтелло
Монтелло (італ. Montello) — муніципалітет в Італії, у регіоні Ломбардія, провінція Бергамо.
Монтелло розташоване на відстані близько 480 км на північний захід від Рима, 55 км на північний схід від Мілана, 11 км на схід від Бергамо.
Населення — 3233 особи (2014).
Щорічний фестиваль відбувається 19 травня. Покровитель — Santa Elisabetta della visitazione.

## Демографія
Населення за роками:

Станом на 1 січня 2023 року в муніципалітеті офіційно проживав 691 іноземець з 40 країн, серед них 145 громадян країн Євросоюзу та 11 громадян України.

## Сусідні муніципалітети
- Альбано-Сант'Алессандро
- Баньятіка
- Коста-ді-Меццате
- Горлаго
- Сан-Паоло-д'Аргон